# Sparton
Sparton is een historisch merk van motorfietsen.
Sparton, Barry Hart, Caenarfon, Gwynned, North Wales. 
Brits bedrijf dat in 1976 begon met de bouw van tweetakt wegrace-motoren. De blokken kwamen van Barton Engineering en waren gebaseerd op Suzuki RG 500 viercilinders. Er waren 500- en 700 cc versies van. De frames waren gemaakt door Spondon, waardoor de naam Sparton ontstond.

## Motoren
Het Barton 500/3 motorblok, dat in een Spondon frame geleverd werd, is niet gebaseerd op een RG 500, maar op het onderblok van een Suzuki GT 380 en was watergekoeld. Dit motorblok is geleverd in een 350 en een 500 variant en kon geschikt gemaakt worden voor de 700/750 klasse. Het blok kon ook los gekocht worden waarna men zelf een rijwielgedeelte kon kiezen.
Voor de GT 380 kon in die periode een set gekocht worden om deze om te bouwen in een watergekoelde 3 cilinder met een inhoud van 500cc.